# Ковальчук, Сергей Михайлович
Сергей Михайлович Ковальчук (бел. Сяргей Мiхайлавiч Кавальчук; род. 14 августа 1968, д. Журавок, Ивановский район, Брестская область, БССР) — белорусский военачальник и государственный деятель, полковник. Министр спорта и туризма Республики Беларусь (с 2018 года).

## Биография
Родился 14 августа 1968 года в д. Журавок Ивановского района Брестской области.
Отец, Михаил Иванович, был киномехаником. Мать, Нина Степановна, работала учительницей начальных классов. После Сергея в семье родились еще два сына и дочь. Семья переехала в соседнюю деревню Глинна, где мать преподавала белорусский язык и литературу в местной школе. Сергей делал успехи в математике, увлекался спортом, участвовал в олимпиадах. Окончил среднюю школу № 2 в г. Иваново с золотой медалью, мечтал стать военным.
В 1989 году окончил Одесское высшее артиллерийское командное училище с красным дипломом.
После училища три года служил на Чукотке в пос. Мыс Шмидта, где и познакомился с будущей женой. Затем продолжил службу в артиллерии, в 38-й отдельной гвардейской штурмовой бригаде в Бресте. В 1999 году окончил командно-штабной факультет Военной академии Республики Беларусь. Служил в Генеральном штабе Вооруженных Сил Республики Беларусь, был заместителем начальника штаба ракетных войск и артиллерии.
С 2004 года — сотрудник Службы безопасности Президента Республики Беларусь, начальник одного из отделов.
5 марта 2018 года назначен Министром спорта и туризма Республики Беларусь.
20 ноября 2020 года внесён в санкционные списки Литвы, Латвии и Эстонии.
В апреле 2023 года Ковальчук попал под санкции Украины.

## Хобби
С детства увлекался легкой атлетикой и футболом. Во время учебы в военном училище и военной службы занимался военным триатлоном — стрельбой, бегом и полосой препятствий, метанием гранаты на дальность и точность — имел разряд кандидата в мастера спорта. В последнее время бегает на лыжах, занимается всеми игровыми видами спорта, включая волейбол и баскетбол. Увлекается бильярдом. В 2017 году занял третье место на чемпионате по бильярду «Щит и меч» среди сотрудников и ветеранов системы национальной безопасности СНГ.
- [9]

## Награды
- орден «За службу Родине» III степени,
- медаль «За безупречную службу» III степени,
- медаль «За безупречную службу» II степени (2004)[10],
- медаль «За безупречную службу» I степени[3].

## Репрессии и давление на спортсменов
28 августа 2020 года Сергей Ковальчук поручил подчиненным министерству организациям отменить государственную подписку на газету «Прессбол».
12 сентября 2020 года Белорусский фонд спортивной солидарности сообщил, что Сергей Ковальчук распорядился увольнять спортсменов, подписавшихся под письмом спортивной общественности против насилия в стране в ходе протестов в Белоруссии.
3 ноября 2020 года Сергей Ковальчук поручил «обеспечить ежедневное проведение идеологических бесед со студентами БГУФК.
5 февраля 2021 года Сергей Ковальчук поручил не продлять контракты с сотрудниками, которые не подписали профсоюзное письмо. Это произошло после того, как ЕС, Великобритания, США и ряд других стран ввели санкции против десятков белорусских силовиков, судей, чиновников и ряд компаний, связанных с Лукашенко.